# Jan Strzałko
Jan Dominik Strzałko (ur. 31 stycznia 1943 w Klecku, zm. 15 sierpnia 2016) – polski antropolog, nauczyciel akademicki i profesor nauk przyrodniczych.

## Życiorys
Jan Strzałko urodził się 31 stycznia 1943 roku na Kresach Wschodnich w Klecku (obecnie Białoruś). Jego ojciec Stanisław był inżynierem, matka – Helena, z domu Gregorek – nauczycielką. Do Polski Jego rodzina repatriowała się w 1945 roku ze Strzałkowa i zamieszkała w Poznaniu. Tam w 1949 roku rozpoczął naukę. W latach 1956–1960 uczęszczał do VI Liceum Ogólnokształcącego im. I.J. Paderewskiego w Poznaniu, a od wiosny 1960 był uczniem IV liceum, gdzie w tymże roku zdał maturę. 
Pracę magisterską (Proporcje budowy dawnej ludności Kołobrzegu na podstawie szczątków kostnych) obronił w 1965, doktoryzował się w 1968 (Rola mięśnia skroniowego w morfogenezie szkieletu twarzy), a habilitował w 1974 (Zmienność narządów wewnętrznych człowieka oraz ich związek z typem budowy ciała). Profesorem mianowany został w 1989. W latach 1987–2012 kierował Zakładem Ekologii Populacyjnej Człowieka na UAM. Od 1986 do 2011 był redaktorem naczelnym czasopisma Przegląd Antropologiczny - Anthropological Review. W latach 1984–85 pełnił funkcję dziekana na Wydziale Biologii, w latach 1990-96 był prorektorem UAM do spraw naukowych. 
Był promotorem dziewięciu przewodów doktorskich (1976-2005).
25 sierpnia 2016 został pochowany na cmentarzu Miłostowo w Poznaniu w alei zasłużonych.

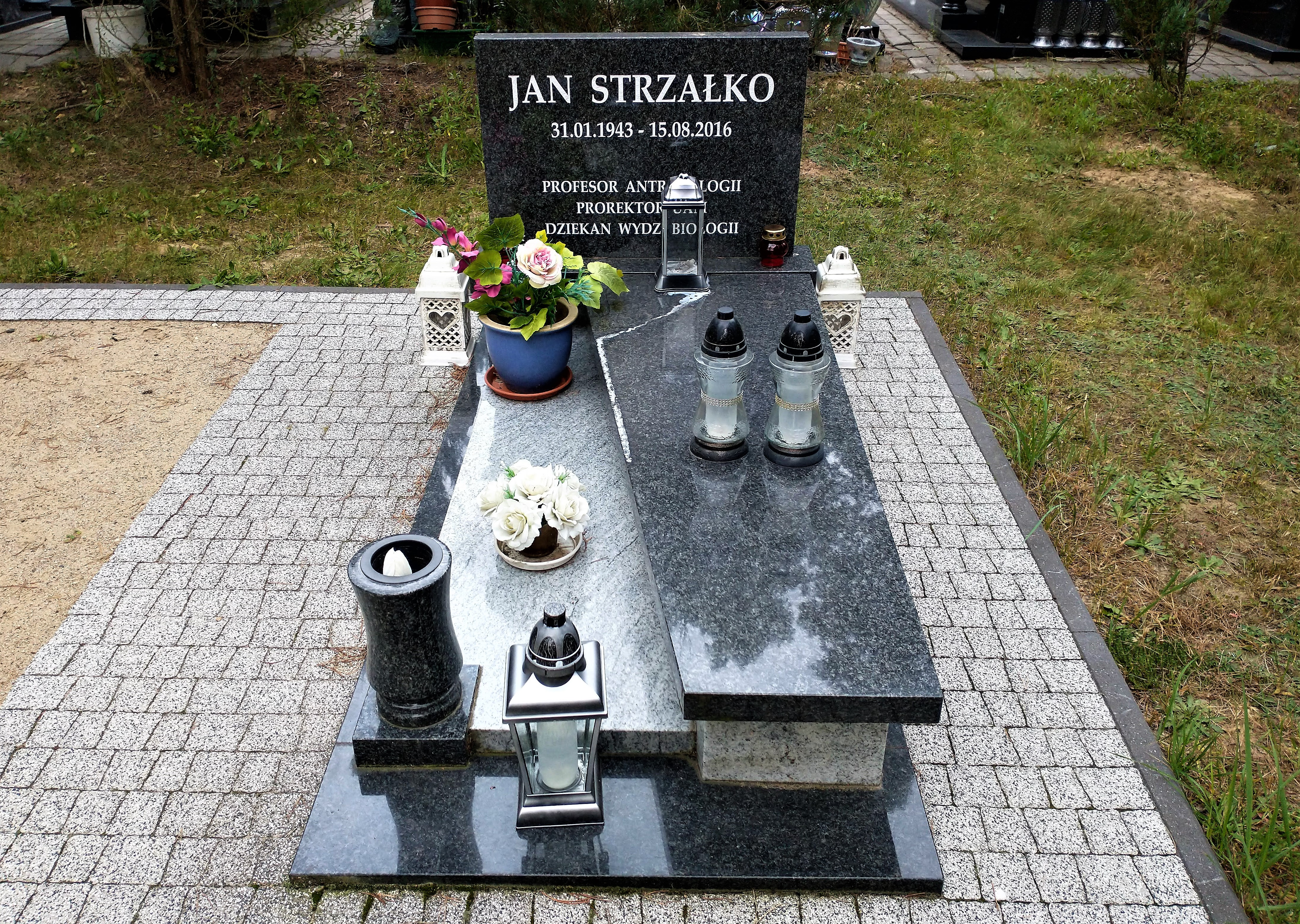
Grób profesora Jana Strzałki na cmentarzu Miłostowo w Poznaniu

## Przedmiot badań
Głównym polem zainteresowania były biologiczne podstawy zachowań społecznych człowieka, w tym głównie atrakcyjność fizyczna, dobór płciowy oraz problematyka stereotypów rasowych i ksenofobii.

## Członkostwo
Był członkiem m.in. Komitetu Naukowego Antropologii PAN, Rady Naukowej Zakładu Antropologii PAN, Komitet Badań Naukowych - przedstawicielem antropologii w sekcji zespołu biologicznego (2002-2004), a także Polskiego Towarzystwa Antropologicznego.

## Odznaczenia
Otrzymał następujące odznaczenia: 
- Medal Komisji Edukacji Narodowej (1981),
- nagrodę ministerialną (zespołowo) za podręcznik „Antropologia fizyczna” (1981),
- nagrodę zespołową III stopnia Rektora UAM za osiągnięcia w pracy naukowej (1988),
- nagrodę ministerialną MEN (zespołową) za podręcznik „Antropologia” (1990),
- nagrodę zespołową I stopnia Rektora UAM za osiągnięcia w pracy naukowej (2007),
- nagrodę indywidualną II stopnia Rektora UAM za osiągnięcia w pracy dydaktycznej (2013)[3].